# Digitaria appropinquata
Digitaria appropinquata är en gräsart som beskrevs av Paul Goetghebeur. Digitaria appropinquata ingår i släktet fingerhirser, och familjen gräs. Inga underarter finns listade i Catalogue of Life.